# Ясная Поляна (Самарская область)
Я́сная Поля́на (чув. Ҫут Ӗшне) — посёлок в Шенталинском районе Самарской области России. Входит в сельское поселение Салейкино.
Посёлок основан в середине 1920-х годов.

## География
Посёлок расположен на левом берегу реки Большой Черемшан, на севере Шенталинского района, на северо-востоке Самарской области, у границы с Татарстаном, в 23 км северо-восточнее райцентра Шентала, в 180 км от Самары. Высота над уровнем моря 104 м. Ближайшие населённые пункты: Черемшан (Татарстан), Нижняя Чегодайка, Салейкино.
Вблизи посёлка проходит объездная автодорога села Черемшан.

## Население
| Численность населения | Численность населения | Численность населения | Численность населения |
| --------------------- | --------------------- | --------------------- | --------------------- |
| 1986                  | 1992                  | 2001                  | 2010                  |
| 51                    | 40                    | 38                    | 53                    |

## Происшествия
- 31 августа 2015 года вблизи посёлка произошло загрязнение плодородных земель в результате разлива нефтесодержащей жидкости.[5]
- 1 июня 2017 года ураган снес крыши 10 домов посёлка.[6]

## Известные уроженцы
- Ветеран и участник Великой Отечественной войны Помошников Арсений Леонтьевич[7]